# Vyšný Hrušov
Vyšný Hrušov est un village de Slovaquie situé dans la région de Prešov.

## Histoire
Première mention écrite du village en 1543.

## Démographie

### Évolution de la population
| Année:               | 1994. | 2004.   | 2014.   | 2024.   |
| -------------------- | ----- | ------- | ------- | ------- |
| Nombre de personnes: | 446   | 467     | 489     | 459     |
| Différence:          |       | +4,70 % | +4,71 % | -6,13 % |

| Année:               | 2023. | 2024.   |
| -------------------- | ----- | ------- |
| Nombre de personnes: | 465   | 459     |
| Différence:          |       | -1,29 % |

## Galerie

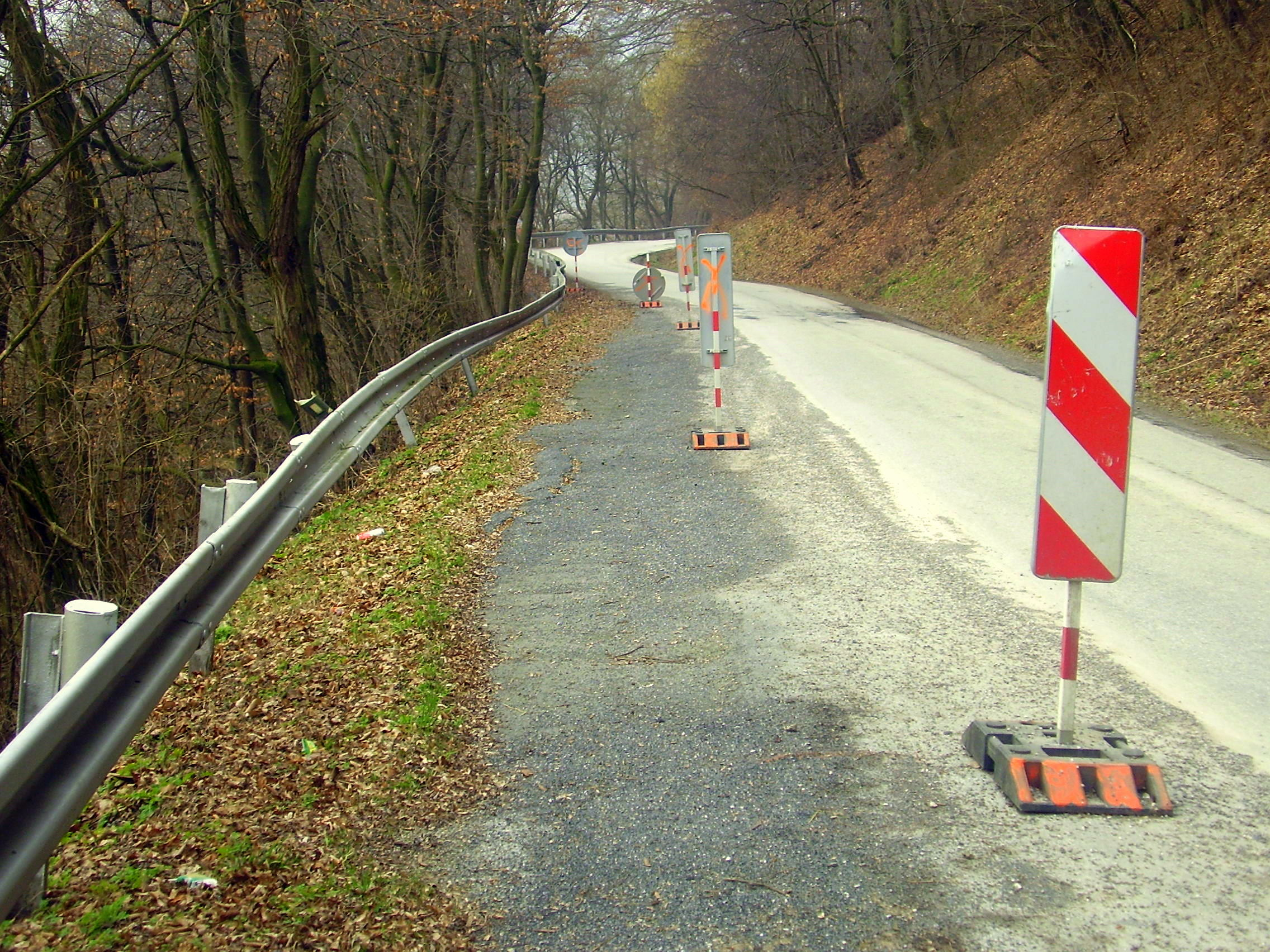
Route vers le village en 2007
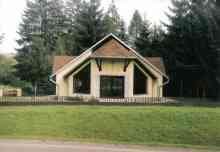
Maison de l'espoir (Dom Nádeje)
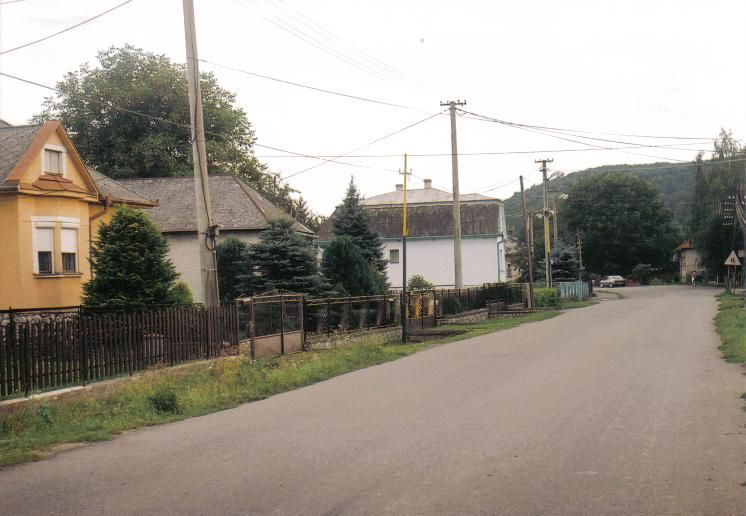
Haut du village, vue depuis l'école